# Держава страху
«Держава страху» (англ. State of Fear) — технотрилер американського письменника Майкла Крайтона, в якому екотерористи планують масові вбивства, щоб привернути увагу до небезпеки глобального потепління. Незважаючи на вигадку художньої літератури, книга містить багато графіків та виносок, два додатки та 20-сторінкову бібліографію на підтримку переконань Крайтона про глобальне потепління. Багато вчених-кліматологів, наукових журналістів, екологічних груп та науково-пропагандистських організацій заперечують погляди Кріктона на науку як на суцільні помилки та спотворення.
Початковий тираж роману склав 1,5 мільйона примірників і за січень 2005 року за тиждень досяг показника бестселеру № 1 на Amazon та № 2 у списку бестселерів «Нью-Йорк таймс». Сам роман отримав неоднозначні відгуки, деякі літературні критики заявляють, що подання у книзі фактів та позиції щодо дискусії про глобальне потепління відхиляється від сюжету роману.

## Сюжет
Пітер Еванс — юрист філантропа-мільйонера Джорджа Мортона. Основними обов'язками Еванса є ведення юридичних справа, пов'язаних з внесками Мортона в екологічну організацію, Національний фонд екологічних ресурсів (NERF) (за зразком Ради оборони природних ресурсів [NRDC]).
Мортон спостергігає з підозрою за директором NERF Ніколасом Дрейком після того, як виявив, що Дрейк зловживав деякими коштами, які Мортон пожертвував на користь організації. Незабаром Мортона відвідують два чоловіки — Джон Кеннер та Санджонг Тапа, які представляються дослідниками MIT, але насправді є міжнародними правоохоронцями, які натрапили на слід екотерористичної групи «Фронт екологічного визволення» (ELF) (на зразок Фронту визволення Землі). ELF намагаються спровокувати «природні» катастрофи, щоб переконати громадськість у небезпеці глобального потепління. Всі ці події приурочені до проведення кліматичної конференції, оплаченої NERF, яка висвітлить «катастрофу» глобального потепління. Екотерористи не задумуються над тим, скільки людей загинуло в результаті їх природних катастроф та безжально вбивають усіх, хто їм заважає (мало хто визнає їх методи вбивства гуманними: отрута рідкісної австралійської синьо-кільцевого восьминога, яка викликає параліч та «притягувачі-блискавки», які призводять до того, що їхні жертви вражаються електричним струмом під час грози). Кеннер і Тапа підозрюють, що Дрейк був причетний до ELF для досягнення власних корисливих цілей (отримання більших сум пожертв на користь NERF від екологічно стурбованої громадськості).
Еванс приєднується до Кеннера, Тапи та асистентки Мортона, Сари Джонс, й потрапляє в низку пригод, під час яких ця група намагається перешкодити втіленню різноманітних катастроф, запланованих ELF, перш ніж ці катастрофи знищать тисячі людей. Племінниця Кеннера, Дженніфер Гейнс, приєднується до групи на завершальному етапі, коли вони вирушають на віддалений острів на Соломонових Островів, щоб зупинити «світовий опір» ELF, гігантське цунамі, яке затопить узбережжя Каліфорнії у той час, як Дрейк завершує міжнародну конференцію, присвячену «катастрофі» глобального потепління. На своєму шлях група веде боротьбу з крокодилами, які харчуються людиною, і племенами канібалів (які бенкетують Тедом Бредлі, екологічним телеактора, якого Дрейк послав, щоб шпигувати за Кеннером та його командою). Решту групи за короткий проміжок часу рятує Мортон, який раніше інсценував власну смерть, щоб скинути зі сліду Дрейка, та мати можливість стежити за діяльністю ELF на острові, допоки він чекав, коли з'являться Кеннер та його команда.
Група на острові змушена виступити у вирішальний бій з найсильнішим терористам ELF, під час якої Гейнса ледь не вбивають, а Еванс вбиває одного з терористів, який раніше намагався вбити його та Джонса в Антарктиді. Решта терористів гине під час зворотнього шторму, який Кеннер та його команда ослабили настільки, щоб він не зміг перетворитися в гігантське цунамі та дістатися Каліфорнії.
Мортон, Еванс та Джонс повертаються до Лос-Анджелеса. Еванс залишає свою юридичну фірму для роботи в новій (без вказівки на назву) організації Мортона, яка буде практикувати екологічну активність як бізнес, вільний від потенційних конфліктів інтересів. Мортон сподівається, що після своєї смерті, Еванс і Джонс займуть його місце в новій організації.

## Алегоричні персонажі
Декілька критиків припустили, що Крайтон використовує головних героїв як проксі-образи для різних точок зору на тему глобального потепління, щоб дозволити читачеві чітко слідувати різним позиціям, викладеним у книзі.
- Джозеф Ромм припускає, що Кеннер є прихильником самого Крайтона[8].
- Девід Робертс припускає, що Еванс готовий до прочитання (який, як вважає Крайтон, сприймає більшість принципів глобального потепління без детального вивчення цього, але не беззаперечно)[9].
- Девід Робертс також припускає, що Тед Бредлі розділяє позицію тих людей, які без сумніву сприймають партійну лінію «енвайронменталізму»[9].
- Рональд Бейлі припускає, що Дрейк в енвайронменталістському русі «професіональний» активіст.
- Брюс Баркотт припускає, що Сара[10], як і Майкл Б. Макелрой та Даніель П. Шраг припускають, що Дженніфер[11] розділяють принципи академічного співтовариства (досить розумні, щоб слідкувати за суперечками, але не визначились, допоки не будуть представлені докази). Сара належить до тієї частиною суспільства, яка, ймовірно, вірить у глобальне потепління при наявності небеззаперечних доказів (вони сприймають «ймовірно, але не доведено» як «достатній доказ») та Дженніфер, яка представляє ту частину спільноти, яка сприймає лише беззаперечні докази.
- Майкл Б. Макелрой та Даніель П. Шраг припускають, що у Дженніфер одночасно спостергіається конфлікт інтересів, створений фінансуванню дослідження (тобто, її «офіційна» позиція змінюється залежно від того, хто фінансує дослідження, але в приватній бесіді вона висловлює свої справжні переконання)[11].
- Грегорі Моне припускає, що Санджонг — це такий собі аналог місцевої університетської бібліотеки / надійної перевірки джерел Інтернету тощо[12].

## Післямова/авторські примітки
Крайтон висловив власні погляди на глобальні зміни клімату у післямові. У «Повідомленні автора» Крайтон зазначає, що причина, масштаби та загроза зміни клімату в основному невідомі. Завершує власні думки, підтримуючи управління пустелею та продовжуючи дослідження всіх аспектів довкілля Землі.
У Додатку I Крайтон застерігає обидві сторони дискусії про глобальне потепління від політизації науки. Тут він наводить два приклади згубного поєднання псевдонауки та політики: ідеї євгеніки на початку XX століття (які він безпосередньо цитує як одну з теорій, котра допускала Голокост) та лисенкізму.
Цей додаток супроводжується бібліографією 172 книг та статей у журналах, які Крайтон представляє «… щоб допомогти тим читачам, які хотіли б зрозуміти мої власні думки та дійти власних висновків».

## Глобальне потепління
Держава страху — як і багато книг Крайтона — вигадана робота, яка використовує поєднання міркувань та реальних даних, а також технологічні нововведення як основні сюжетні лінії. Дебати з приводу глобального потепління слугують фоном для книги. Крайтон подає власну післямову та два додатки, які пов'язують вигадану частину книги з реальними прикладами його тези.
Головні лиходії роману — екологічні екстремісти. Крайтон покладає провину на «промисловість» і в сюжетній лінії, і в додатках. У книзі наводяться різні твердження, наприклад:
- Наука, яка стоїть за глобальним потеплінням, є спекулятивною та неповною, тобто не можна зробити конкретних висновків щодо участі людини у зміні клімату.
- Еліти в різних регіонах використовують або реальні, або штучні кризи для підтримання існуючого соціального порядку, зловживаючи «наукою» про глобальне потепління.
- Внаслідок потенційного конфлікту інтересів вчені, які проводять дослідження з питань глобального потепління, можуть суттєво змінити свої висновки, щоб привести їх у відповідність до джерел фінансування. Оскільки кліматологія не може включати подвійні сліпі дослідження, що є звичайним для інших наук, а кліматологи встановлюють параметри експериментів, проводять експерименти в межах встановлених ними ж параметрів та аналізують отримані дані, явище, відоме як «упередженість», пропонується як найкраща причина того, що наука про клімат є такою неточною.
- Ключова концепція, висловлена ексцентричним професором Гофманом, передбачає, за його словами, існування комплексу «політико-правових засобів масової інформації», порівнянного з «військово-промисловим комплексом» епохи Холодної війни. Гофман наполягає на тому, що наука про клімат почала використовувати більш екстремальні, страхітливі терміни, такі як «криза», «катастрофа» та «катаклізм» незабаром після падіння Берлінської стіни, щоб підтримувати рівень страху у громадян, з метою соціального контролю, оскільки привид радянського комунізму зник. Цей «стан страху» й надає книзі свою назву.

Численні діаграми та цитати з даних реального світу, включаючи виносні діаграми, які переконливо підказують, що середня глобальна температура в цю епоху знижується. Там, де місцеві температури демонструють загальне підвищення середніх показників, переважно у великих містах світу, персонажі Крайтона вважають, що це відбувається через міське розростання та вирубування лісів, а не викиди вуглецю.
Крайтон виступає за те, щоб відсторонити політику від науки і використовує в додатках глобальне потепління та історичні приклади, щоб використати цей аргумент. У своїй промові в Каліфорнійському технологічному інституті 2003 року він висловив стурбованість тим, що вважає «кризою, яка виникає, на всьому підприємництві науки, а саме через все більш непростий взаємозв'язок між точною наукою та державною політикою».

## Відгуки

### Літературні огляди
Роман отримав неоднозначні відгуки від професіональних літературних критиків.
Рональд Бейлі з «Волл-стріт джорнел» дав позитивний відгук, назвавши роман «блискавичним технополітичним трилером» та «новелізацією виступу, який містер Крайтон виголосив у вересні 2003 року у Клубі співдружності Сан-Франциско». Грегорі Кіршлінг з «Entertainment Weekly» також дав позитивний відгук та сказав, що «це один з найкращих [романів] Крайтона, тому що це так важко як парниковий газ, але, [який] безумовно, нагріває приміщення».
Проте на сторінках «The New Republic» Саша Циммерманн дав неоднозначний відгук. Він розкритикував представлення даних Крайтона у спрощеній для читача формі, але прийшов до висновку, що книга — це «глобальний трилер-троллінг, який пригнічує людину на фоні жорстоких видовищ природи, яка обслуговується лише потрібною кількістю міжнародної змови та перекопування екологів за гарної погоди».
Значно більше критики спровоувало викладення Крайтоном даних про глобальне потепління та розкриття в романі дискусії про глобальне потепління в цілому. На сторінках «The Sydney Morning Herald» Джон Бірмінгем розкритикував використання книги у дослідженні реального світу та зазначив, що «нудно вже [не лише] після першої лекції, але й в основному сюжеті [загалом] … [Він] Погано написаний, і це дозволяє читачеві ігнорувати поширенішу точку, яку намагається Крайтон намагається створити». У газеті «The Guardian» Пітер Ґуттридж написав, що діаграми та дослідження в книзі потрапили «на шлях елементів трилера» і заявив, що бібліографія є цікавішою, ніж сам сюжет. На сторінках «The New York Times» Брюс Баркотт гостро розкритикував відображені в романі дискусії про глобальне потепління, заявивши, що це аргументи лише однієї зі сторін.
У «Pittsburgh Post-Gazette» Алан Волтон дав переважно сприятливий відгук та запропонував декілька позитивних моментів, за яку варто похвалити роботу Крайтона. Волтон написав, що книги Крайтона, «немов ретельно досліджені, як вони є, відчувають парк розваг. Ніби автор передає одне зі своїх власних творінь, „Парк Юрського періоду“ Джона Хаммонда, і не шкодує витрат, якщо мова йде про пригоди, напруженість та, зрештою, задоволення».

### Критика від наукової спільноти
Роман отримав критичні відгуки від вчених-кліматологів, наукових журналістів та екологічних груп за неточну та недостовірну інформацію. 16 з 18 американських вчених-кліматологів, опитаних Найтом Ріддером, зазначили, що автор викривляє наукові дані та спотворює дослідження.
Декілька вчених, на дослідження яких робилося посилання в романі, заявили, що Крайтон спотворив їх дані. Пітер Доран, провідний автор журналу «Природа», написав у New York Times: «наші результати були використані Майклом Крайтоном у романі „Держава страху“ як „докази“ проти глобального потепління».
Майлз Аллен, керівник Групи кліматичної динаміки при кафедрі фізики Оксфордського університету, на сторінках журналу «Nature» у 2005 році написав:
|  | Останній блокбастер Майкла Крайтона, «Держава страху», також стосується теми глобального потепління, і, ймовірно, вводить з необережності в оману .... Хоча це витвір художньої літератури, використання Крайтоном виносок та додатків, вочевидь, призначене для створення враження наукового авторитету. |

Американський геофізичний союз, який складається з понад 50 000 членів з понад 135 країн, на сторінках власної газети «Еос» у 2006 році зазначили: «Ми побачили із зустрічей із громадськістю, як політичне використання „Держави страху“ змінило суспільне сприйняття науковців, особливо дослідників глобального потепління, на підозру та неприязнь».
Джеймс Гансен, колишній керівник Інституту космічних досліджень Годдарда при НАСА, написав, що Крайтон «ніби не має найменшого уявлення про науку, про яку пише». Джеффрі Мастерс, головний метеоролог Weather Underground, пише: «Крайтон представляє заповнену помилками та спотворену версію науки про глобальне потепління, що надає перевагу поглядам жменьки контрарійців, які атакують загальновизнану МГЕЗК науку».
Спілка стурбованих вчених присвячує частину свого вебсайту тому, що вони називають помилковими уявленнями, які читачі можуть почерпнути з книги.

## Визнання

### Конгрес США
Незважаючи на те, що «Держава стаху» є зразком художньої літератури, книга знайшла застосування противниками глобального потепління. Наприклад, американський сенатор Джим Інхоф, який одного разу проголосив глобальне потепління «найбільшою аферою, яка коли-небудь вчинялася над американським народом» назвав «Державу страху» «необхідною для прочитання» для Комітету з навколишнього середовища та громадських робіт Сенату США, який він очолював з 2003 по 2007 рік, перед яким у вересні 2005 року закликав Крайтона давати показання.
21 березня 2007 року Альберт Ґор перед комітетом Палати США виголосив наступну промову: «У планети лихоманка. Якщо у дитини підвищена температура, ви йдете до лікаря […], якщо ваш лікар скаже вам, що вам потрібно в це втрутитися, ви не кажете: „Ну, я читаю науково-фантастичний роман, який говорить мені, що це не проблема“». Кілька критиків інтерпретували це як посилання на «Державу страху».

### Премія журналістики AAPG 2006
Роман отримав премію Американської асоціації геологів нафти (AAPG) за 2006 рік. Прес-аташе AAPG Ларрі Нейшн прокоментував вище вказану подію для New York Times наступним чином: «Це вигадка, але вона має абсолютне кільце правди». Вручення цієї нагороди було піддано критиці як пропаганда політики нафтової галузі та розмивання меж між художньою літературою та журналістикою. Після певних суперечок всередині самої організації AAPG вирішено перейменувати нагороду на премію «Геонаука у ЗМІ».
Даніель П. Шраг, директор Центру дослідження навколишнього середовища Гарвардського університету, назвав нагороду «тотальним збентеженням», яке, за його словами, «відображає політику нафтової галузі та недостатній професіоналізм» з боку асоціації. Щодо книги, він додав: «Я вважаю прикрим [той факт], коли хтось, хто має аудиторію, такий як Крайтон, виявляє таке глибоке незнання».